# Prepona guatemalensis
Prepona guatemalensis är en fjärilsart som beskrevs av Le Moult 1931. Prepona guatemalensis ingår i släktet Prepona och familjen praktfjärilar. Inga underarter finns listade i Catalogue of Life.